# Thammasat-Universität

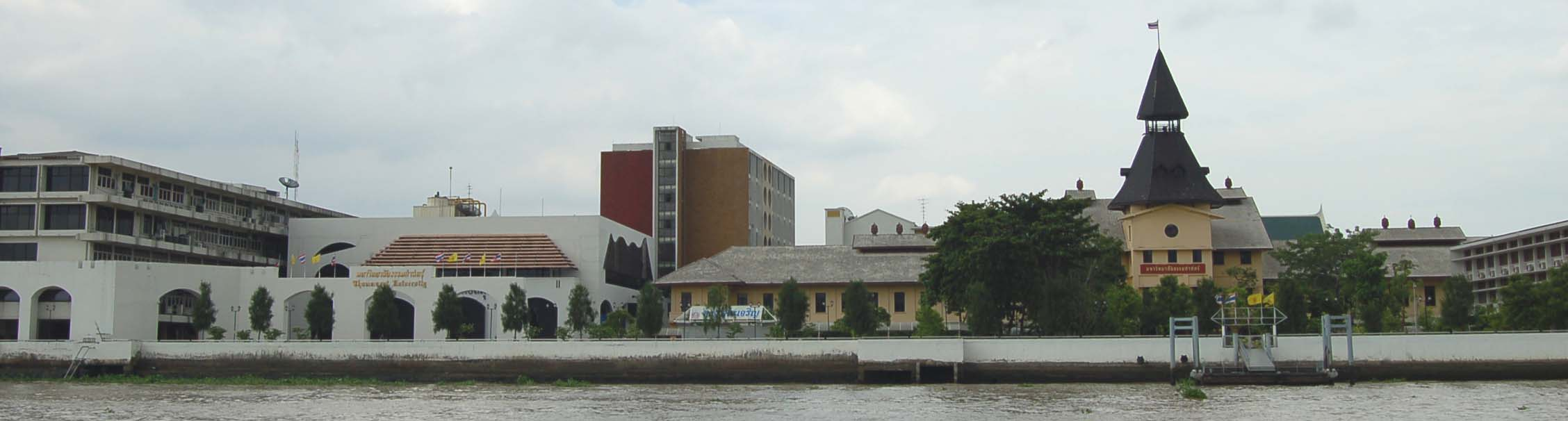
Die Thammasat-Universität vom Mae Nam Chao Phraya aus gesehen

Die Thammasat-Universität (Thai: มหาวิทยาลัยธรรมศาสตร์, RTGS: Mahawitthayalai Thammasat, Aussprache: [tʰammáʔsàːt], übersetzt „Universität der Rechtswissenschaft“ oder der „Moral- und Sittenlehre“) in Bangkok ist eine der renommiertesten Universitäten Thailands. Sie wurde 1934 gegründet und ist bekannt für ihre besondere Rolle bei der Demokratisierung des Landes.

## Geschichte
Die Universität wurde am 27. Juni 1934 unter maßgeblicher Beteiligung des liberalen Politikers und späteren Ministerpräsidenten Pridi Phanomyong gegründet. Sie trug zunächst den Namen „Universität der moralischen Wissenschaft und Politik“ (Thai: มหาวิทยาลัยวิชาธรรมศาสตร์และการเมือง, Mahawitthayalai Thammasat lae Kanmueang). Der Begriff Thammasat ist von Sanskrit dharmaśāstra, ‚Lehre vom Dharma‘ abgeleitet. Es war über Jahrhunderte eine Art Grundgesetz des alten Siam, eine Sammlung überlieferter ethischer, religiöser, politischer und rechtlicher Normen, die auf die indische Manusmṛti („Kodex des Manu“) zurückgeführt wird. Noch heute wird sie „Universität des Volkes“ genannt, weil sie sich besonders um einen Hochschulzugang für alle Menschen des Landes bemüht. Die juristische Fakultät bestand schon vor der Gründung der Thammasat-Universität. Sie war 1907 als Rechtsschule des Justizministeriums gegründet worden.
Seit 1934 haben über 200.000 Studenten an der Universität studiert, von denen fünf Premierminister von Thailand, mehrere Präsidenten des Obersten Gerichts, einige Parlamentsmitglieder und Senatoren oder erfolgreiche Geschäftsleute geworden sind.
Die Thammasat-Universität war zunächst eine spezialisierte Institution, die nur Studien in Jura, Politikwissenschaft und Diplomatie, Wirtschaftswissenschaft sowie Handel und Buchhaltung anbot. Erst ab den 1950er-Jahren kamen nach und nach weitere Studiengänge und Fakultäten hinzu. Der Name der Universität wurde 1952 zu Thammasat-Universität verkürzt. Im Jahr 1962 war sie die erste thailändische Universität, die eine Fakultät für Liberal Arts eröffnete. Das 1955 eingerichtete Graduierteninstitut für öffentliche Verwaltung wurde 1966 als National Institute of Development Administration ausgegliedert.

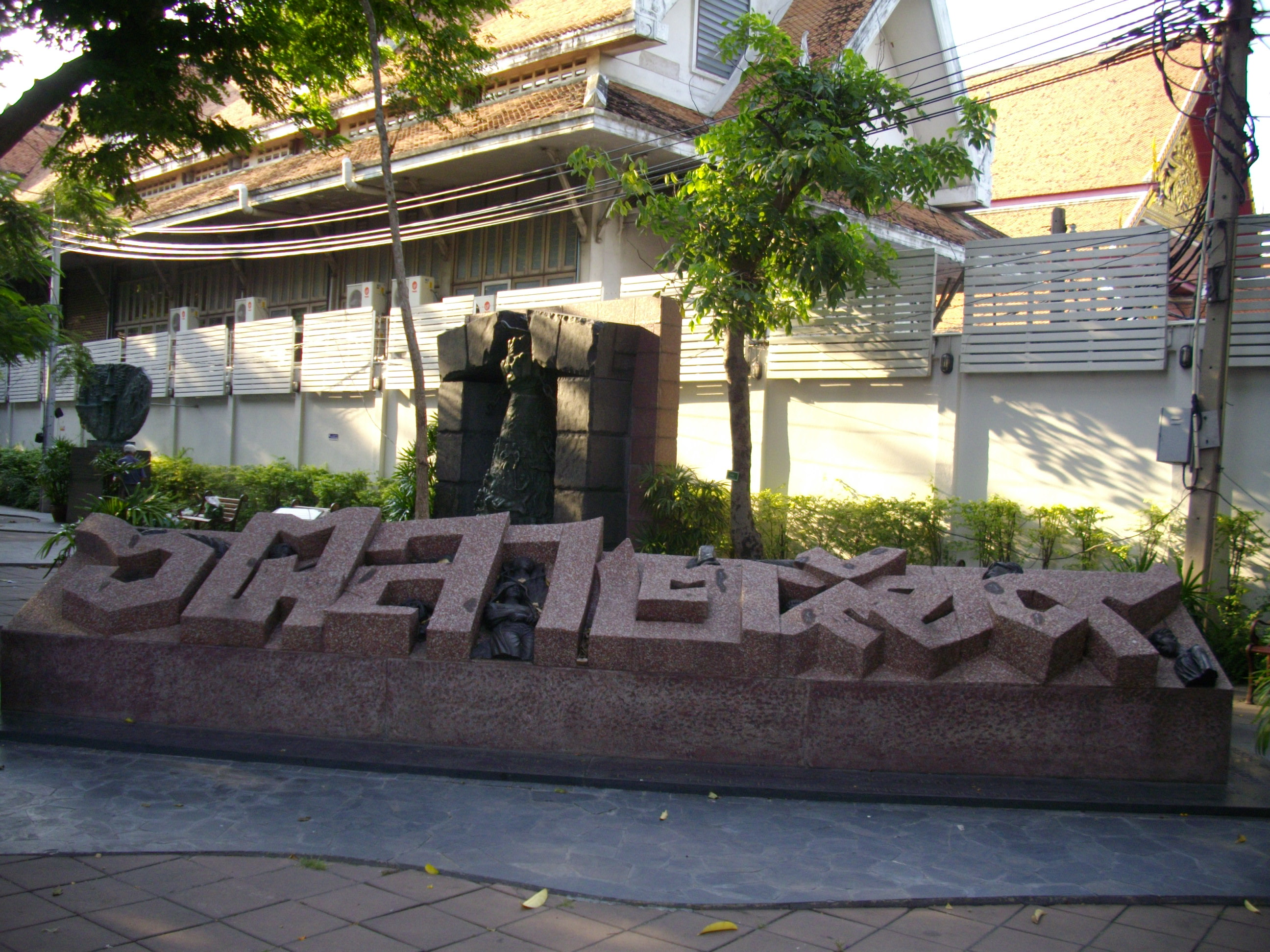
Denkmal an das Massaker am 6. Oktober 1976 auf dem Campus der Universität

Während der 1970er-Jahre war die Thammasat-Universität ein Zentrum der prodemokratischen Studentenbewegung. Sie war ein Ausgangspunkt des Volksaufstandes im Oktober 1973, der zum vorläufigen Ende der Militärdiktatur führte. König Bhumibol Adulyadej ernannte den parteilosen Rektor der Universität, Sanya Dharmasakti, übergangsweise zum Ministerpräsidenten und betraute ihn mit der Ausarbeitung einer neuen, liberaleren Verfassung.
Die Thammasat-Universität mit ihrer politisch aktiven Studentenschaft und ihrem neuen Rektor Puey Ungphakorn war ein Hassobjekt für die politische Rechte, die alle progressiven und linksgerichteten Bestrebungen als Unterstützung des Kommunismus ansah. Im August 1975 überfiel die Miliz der Roten Büffel die Thammasat-Universität und versuchte, ihre Gebäude niederzubrennen. Nachdem der entmachtete Militärdiktator Thanom Kittikachorn 1976 aus dem Exil nach Thailand zurückgekehrt war, demonstrierten wieder tausende Studenten und Aktivisten auf dem Campus der Thammasat. Die Proteste wurden am 6. Oktober im Massaker an der Thammasat-Universität und auf dem Sanam Luang von Polizei und ultrarechten Bürgerwehren brutal niedergeschlagen. Dabei starben zahlreiche Studenten der Universität.
Seit 1984 unterhält die Universität eine eigene Fakultät für Soziologie. Im Jahr 1986 wurde der 40 Kilometer nördlich von Bangkok gelegene Campus Rangsit eröffnet, zunächst als Außenstelle für naturwissenschaftliche und technische Fächer, inzwischen werden die Bachelor-Studiengänge aller Fakultäten dort gelehrt. Im Jahr 1991 wurde die medizinische Fakultät der Thammasat-Universität gegründet.
Im Jahr 1992 war der Platz vor dem Bodhibaum auf dem Universitätsgelände erneut Ausgangspunkt für politische Proteste, die sich zu Massenprotesten weit über die Universität hinaus ausweiteten und in den blutigen Ereignissen des „Schwarzen Mai“ kulminierten.

## Standorte
Die Universität ist auf zwei getrennte Standorte verteilt. Der ursprüngliche Standort, Tha-Phrachan-Campus genannt, liegt auf dem Gelände des ehemaligen Palastes (Wang Na) des Vizekönigs am Mae Nam Chao Phraya (Chao-Phraya-Fluss) in der Nähe des Großen Palastes und des Nationalmuseums. Ein neuer Standort wurde im Jahr 1986 etwa 40 Kilometer weiter nördlich in Amphoe Khlong Luang, Provinz Pathum Thani eröffnet, der Campus Rangsit. Hier wurden ursprünglich die naturwissenschaftlichen und technischen Fakultäten angesiedelt. Inzwischen ist der gesamte Lehrbetrieb, mit Ausnahme einiger Master- und Doktoratsstudiengänge, dorthin überführt. Das Rektorat und die große Versammlungshalle für feierliche Anlässe befinden sich aber immer noch auf dem Tha-Phrachan-Campus. Außerdem gibt es Außenstellen in Pattaya und in Lampang.
2019 wurde in Rangsit der größte Dachgarten Asiens mit Bio-Anbau eröffnet.

### Emblem und Gründer
Das Emblem der Universität zeigt die Verfassung Thailands auf zwei Darreichungsschalen (phan) liegend, vor dem Hintergrund eines Dharmachakras (Rad des Gesetzes). Es steht einerseits für buddhistische Werte und andererseits für den Einsatz für Demokratie. Als „Vater“ der Universität wird Pridi Phanomyong verehrt, nach dem die zentrale Universitätsbibliothek benannt ist und dem ein Platz und eine Statue auf dem Tha-Phrachan-Campus gewidmet sind. Jedes Jahr wird der Geburtstag des Universitätsgründers als „Pridi-Tag“ begangen, an dem Studenten der Statue Blumensträuße und -gestecke darbringen.

### Partnerschaften
Die Universität ist ein ordentliches Mitglied von LAOTSE – ein internationales Netzwerk der führenden Universitäten in Europa und Asien – sowie des Greater Mekong Subregion Academic and Research Network. Sie arbeitet unter anderem mit der Universität zu Köln, Pädagogische Hochschule Ludwigsburg, Universität Hamburg, Universität Bielefeld, TU München, TU Darmstadt, Universität Lund, Sciences Po und der HEC Paris zusammen. Die rechtswissenschaftliche Fakultät der Thammasat-Universität unterhält auch ein Zentrum für deutsches Recht. Sie ist seit 2009 außerdem Standort des German-Southeast Asian Center of Excellence for Public Policy and Good Governance (CPG), einer „Denkfabrik“ zur Förderung des Dialogs über Rechtsstaatlichkeit und Gute Regierungsführung in Kooperation mit den Universitäten Frankfurt am Main, Münster und Passau. Es wird vom Auswärtigen Amt und dem Deutschen Akademischen Austauschdienst finanziert.

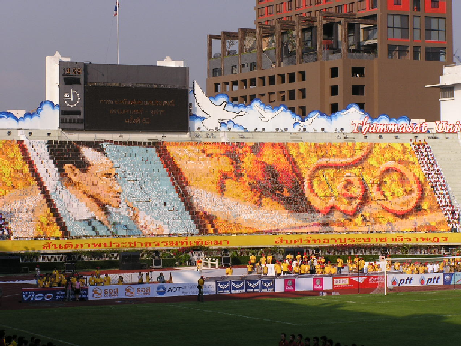
Choreographie der Thammasat beim 63. Chula-Thammasat-Traditionspiel, 2008

Auf dem Rangsit Campus fanden 1998 die Asienspiele statt. 2007 wurden dort die Weltuniversitätsspiele (die Olympischen Spiele für Studenten) abgehalten.
Die Universität befindet sich in einem ständigen Konkurrenzkampf mit der Chulalongkorn-Universität, die als angesehenste des Landes gilt. Jedes Jahr im Januar messen sich die Fußballmannschaften der beiden Einrichtungen im Chula-Thammasat-Traditionspiel, das im Suphachalasai-Stadion ausgetragen wird. Viele hochrangige Verwaltungsleute (und Regierungschefs) sind an der Thammasat-Universität ausgebildet worden.
In der Nähe des Rangsit-Campus gibt es einen Bahnhof der nach der Thammasat-Universität benannt ist. Er liegt an der nach Norden aus Bangkok herausführenden Eisenbahnstrecke, die dem Verkehr der Nordbahn und der Nordostbahn der Thailändischen Staatsbahn mit den Endzielen Chiang Mai, Nong Khai und Ubon Ratchathani dient.

## Fakultäten (2003)
- Freie Künste
- Ingenieurwissenschaften
- Journalismus und Massenkommunikation
- Kunstwissenschaft
- Krankenpflege
- Medizin
- Naturwissenschaften und Technologie
- Politikwissenschaft
- Recht
- Soziologie
- Sozialwesen
- Wirtschaftswissenschaften
- Zahnmedizin

Assoziiert, aber rechtlich selbstständig
- Sirindhorn International Institute of Technology (SIIT) (Ingenieurwissenschaften und Technologie)

## Ehemalige Dozenten

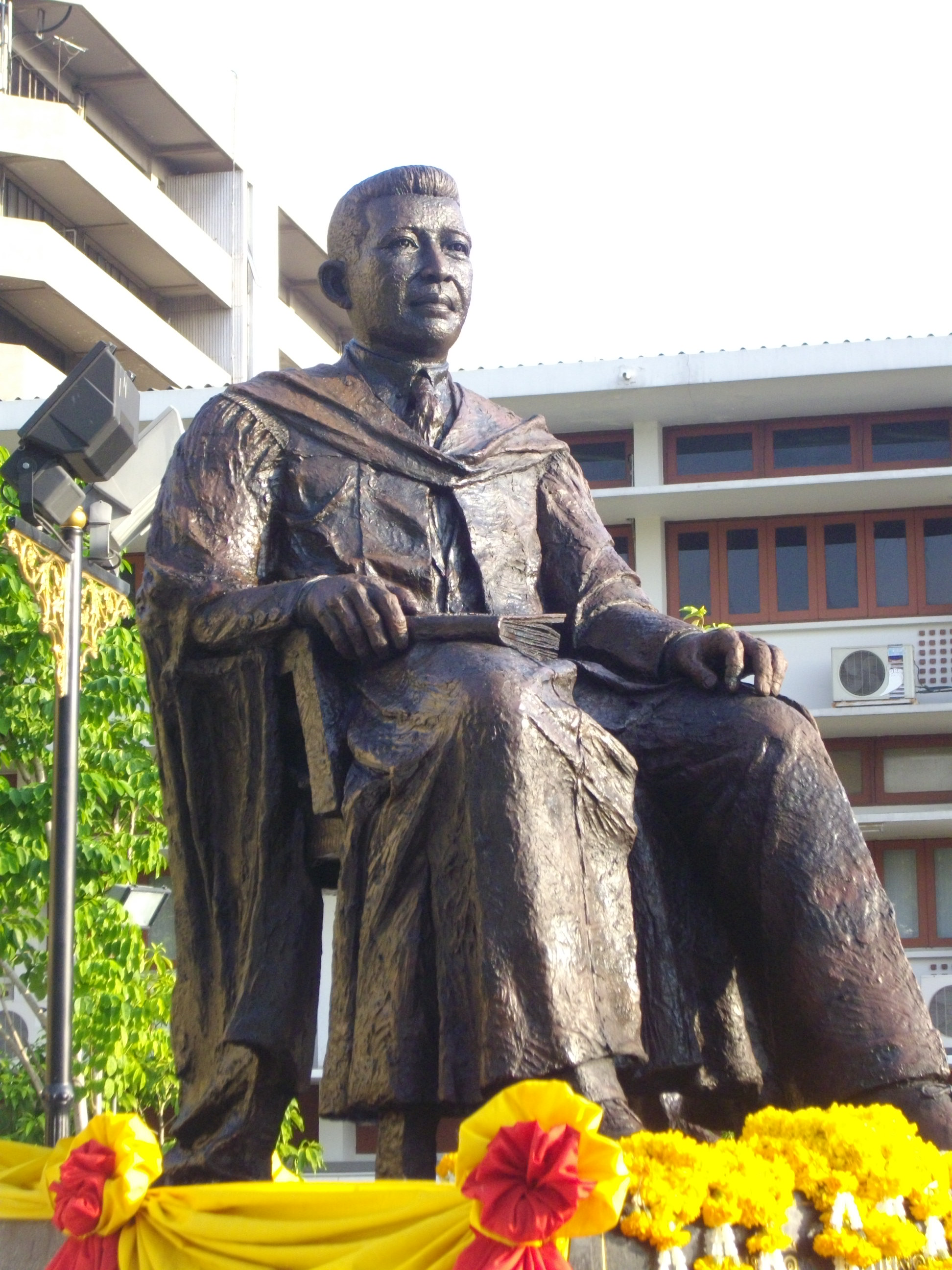
Denkmal für den Gründer der Universität, Pridi Phanomyong, auf dem Campus

- Pridi Phanomyong (1900–1983), Gründer und erster Rektor
- Wichit Wichitwathakan (1898–1962), Dozent für Geschichte und Jura
- Sanya Dharmasakti (1905–2002), Dekan der Rechtswissenschaftlichen Fakultät, Rektor
- Puey Ungphakorn (1916–1999), 1960–1972 Dekan der Wirtschaftswissenschaftlichen Fakultät, 1975–1976 Rektor
- Prinzessin Galyani Vadhana (1923–2008), Leiterin der Abteilung Fremdsprachen der Fakultät für freie Künste
- Thanin Kraivichien (1927–2025), Dozent an der Rechtswissenschaftlichen Fakultät
- Ammar Siamwalla, Dozent an der Wirtschaftswissenschaftlichen Fakultät
- Abhisit Vejjajiva (* 1964), Dozent an der Wirtschaftswissenschaftlichen Fakultät

## Bekannte Absolventen
- Kukrit Pramoj (1911–1995), Ministerpräsident (1975–1976)
- Puey Ungpakorn (1916–1999), Rektor der Thammasat-Universität (1975–1976)
- Tanin Kraivixien (1927–2025), Ministerpräsident (1976–1977)
- Nuon Chea (1926–2019), Chefideologe der Roten Khmer
- Samak Sundaravej (1935–2009), Ministerpräsident (2008)
- Chaovarat Chanweerakul (* 1936), Interims-Ministerpräsident (2008)
- Chuan Leekpai (* 1938), Ministerpräsident (1992–1995, 1997–2001)
- Apichart Sukhagganond (* 1945), Vorsitzender der Wahlkommission Thailands
- Somchai Wongsawat (* 1947), Ministerpräsident (2008)
- Prinzessin Bajrakitiyabha (* 1978)

## Ranking
Im QS World University Ranking 2013 belegte die Thammasat-Universität in den Fächergruppen Geistes- sowie Gesellschafts- und Wirtschaftswissenschaften den zweiten Platz innerhalb Thailands hinter der Chulalongkorn-Universität. In modernen Sprachen war sie sogar auf Platz eins.